# 質 (担保)
質（しち、pledge、nantissement、pignus、رهن）とは、債務者が債務の履行を担保するために、物を債権者に預けること（質入れ）、そのようにして預けられた物（質物、質草、pawn/pledge）または預けられた物に対して債権者が持つ権利（質権）である。

## 歴史と概要
質は、非常に古い時代から、洋の東西を問わず存在している担保である。例えば古代ローマでは、紀元前5世紀から紀元前3世紀の古ローマ法の時代に既に「質 pignus」の概念があった。クルアーンも「質 رهن (rahn)」に言及している。日本の江戸時代の川柳に「女房を質に入れても初鰹」というものがあり、質という取引手法が庶民にも広く知られていたことが分かる。そして、21世紀の中華人民共和国物権法にも、質権に関する規定がある。
また、質は古今東西を通じて担保の代名詞ともなっている。例えばイラン民法典771条は、رهن (rahn) という語を「債務者がある物を担保として債権者に与える契約」と定義するつまり、イランでは「ラフン」が物に設定される約定担保権を広く包含する語として用いられている。英語の pledge は、「質」という意味のほかに、「担保」、「誓約」という意味も持つ。日本語の「質」も同様で、「言質（げんち）」のように、「担保」と同じ意味で用いられることがある。
質は、質物が動産であるか不動産であるか権利であるかによって，動産質 pawn、不動産質 antichresis 及び権利質に分類することができる。21世紀においては、ほとんどの法域で人間の身体を質物とすること（つまり人質）が禁止されているが、前近代的社会においては、人質が政治勢力間の安全保障の目的で用いられた（始皇帝、徳川家康などの記事を参照）。近代社会においても、戦時における捕虜は、人質と同様の機能を果たすことがある。一方当事者が、人間の安全確保と引き換えに、他方当事者に要求を強要すること（あるいは安全を脅かされている人間）も人質と呼ばれるが、他方当事者がまだ履行を約束していない要求を約束させる点が、本来の意味の質（既に履行を約束した債務の担保）とは異なる。
留置的効力（りゅうちてきこうりょく。債権者に債務が履行されるまで質物を預かる権利が認められること。）は、時代や地域を問わない、質権の普遍的な内容である。留置的効力により、債務者は債務を履行しないと質物を返してもらえないという心理的圧力を受けることになる。しかしながら、「質物を預かる」という要素が次第に形骸化し、質物を債務者が債権者に現実に手渡さないで済ませる事例が増えてくるというのもまた、時代や地域を問わない、質権の普遍的な変化である。このような非占有質が洗練された公示手段を備えると、質から独立した新たな担保として認識されるようになる（抵当など）。
他方で、流質（りゅうしち。質流れとも。債務が履行されない場合に債権者が質物を取得又は処分して債権に充当すること。）が認められるか否か、認められるとして、債権者がどのような場合にどのような手続を践めば流質を認められるのかは、時代や地域によって差異がある（後述）。大雑把に言えば、大陸法系の法域では流質が原則として禁止され、換価・清算に裁判所が関与する仕組みを採用し、英米法系の法域では流質を広く許容する仕組みを採用する。大陸法系の法域が私的流質を禁止するのは、債権者の過大な質物要求や恣意的質物廉売を抑制するためであるが、大陸法系の方が債務者保護に厚いと一概に言うことはできない。公的換価制度が効率よく運営されているか否か、人的無限責任（債務者が担保を処分しても支払えなかった債務が免責されないこと）が採用されるか物的有限責任（債務者が担保を処分しても支払えなかった債務を免責されること）が採用されるか、倒産処理制度が利用し易いか否かといった要素も総合的に考える必要があるからである。